# 劉義周
劉義周（1948年—），臺灣政治學者、政治人物。現為國立政治大學政治學系名譽教授，曾任中華民國中央選舉委員會主任委員、臺灣政治學會會長、國立政治大學研發長、政大選舉研究中心主任等職。

## 學經歷
畢業於國立政治大學政治學系學士、碩士，密西根大學政治學博士。
2010年10月因中央選舉委員會主委賴浩敏轉任司法院院長而代理主委一職，2014年7月因中選會主委張博雅轉任監察院院長而二度代理主委一職，2015年1月29日接任中選會主委。